# 乙宮神社 (新上五島町小河原郷)
乙宮神社（おとみやじんじゃ）は、長崎県新上五島町小河原郷に鎮座する神社である。

## 祭神

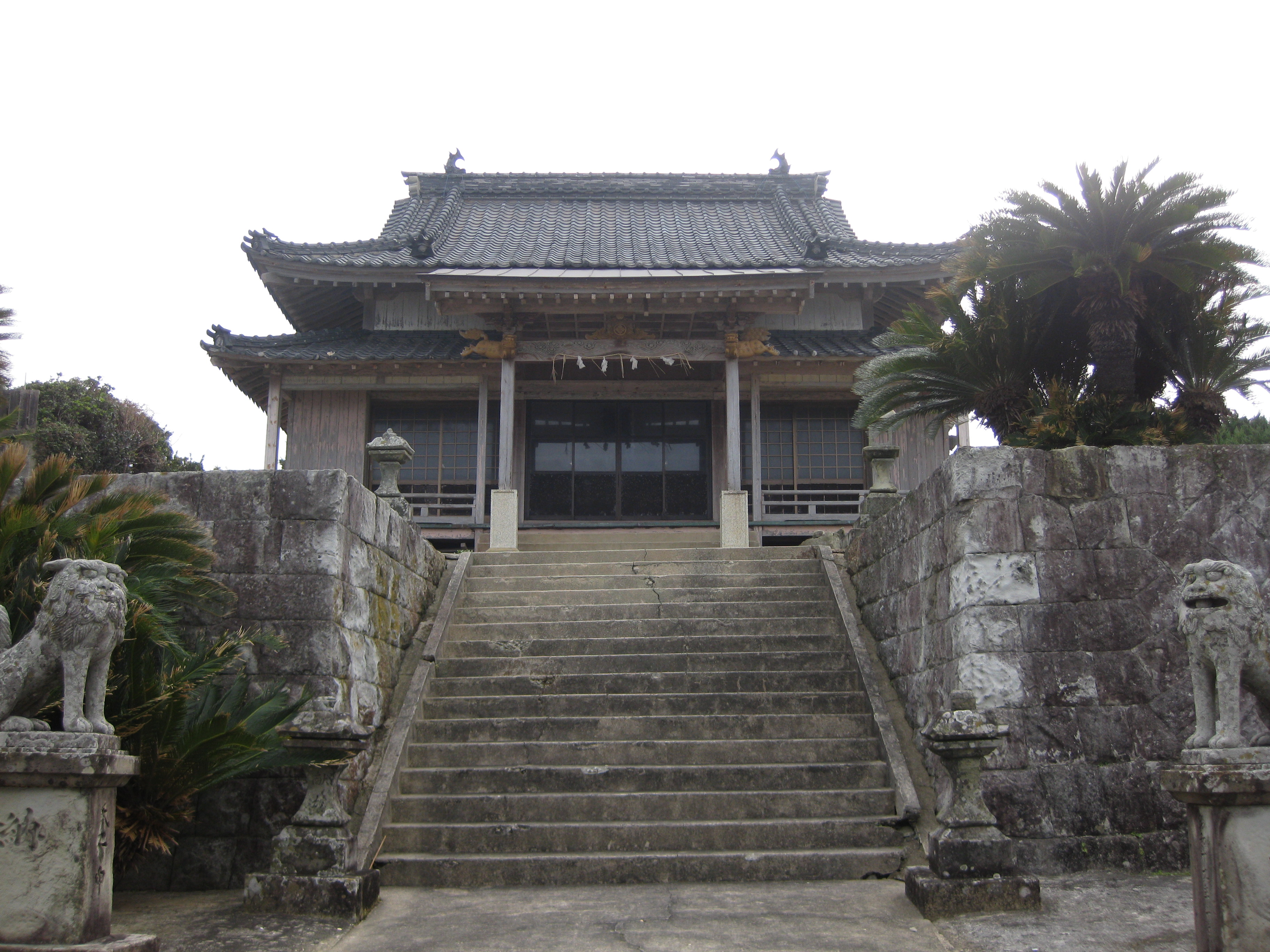
社殿

彦火々出見神、天鈿女神を主祭神に、倉稲玉神、大日孁神を配祀する。
配祀神の倉稲玉神・金山彦神は、郷内・立石の志直（しじき）神社の祭神である。

## 歴史
創建年代、及び由緒等は不詳。
明治7年（1876年）5月5日、無格社となり、同43年（1910年）11月25日に郷内・立石の志直神社を合祀する。

## 祭祀
10月23日、24日の例祭には有川神楽が奉納される。有川神楽は国の選択無形民俗文化財にも選択された五島神楽に含まれる。
主な祭礼・神事
- 祈年祭（2月24日）
- 例大祭（10月23、24日）
- 新嘗祭（11月24日）
- 志直神社例祭（11月24日）

## 境内社

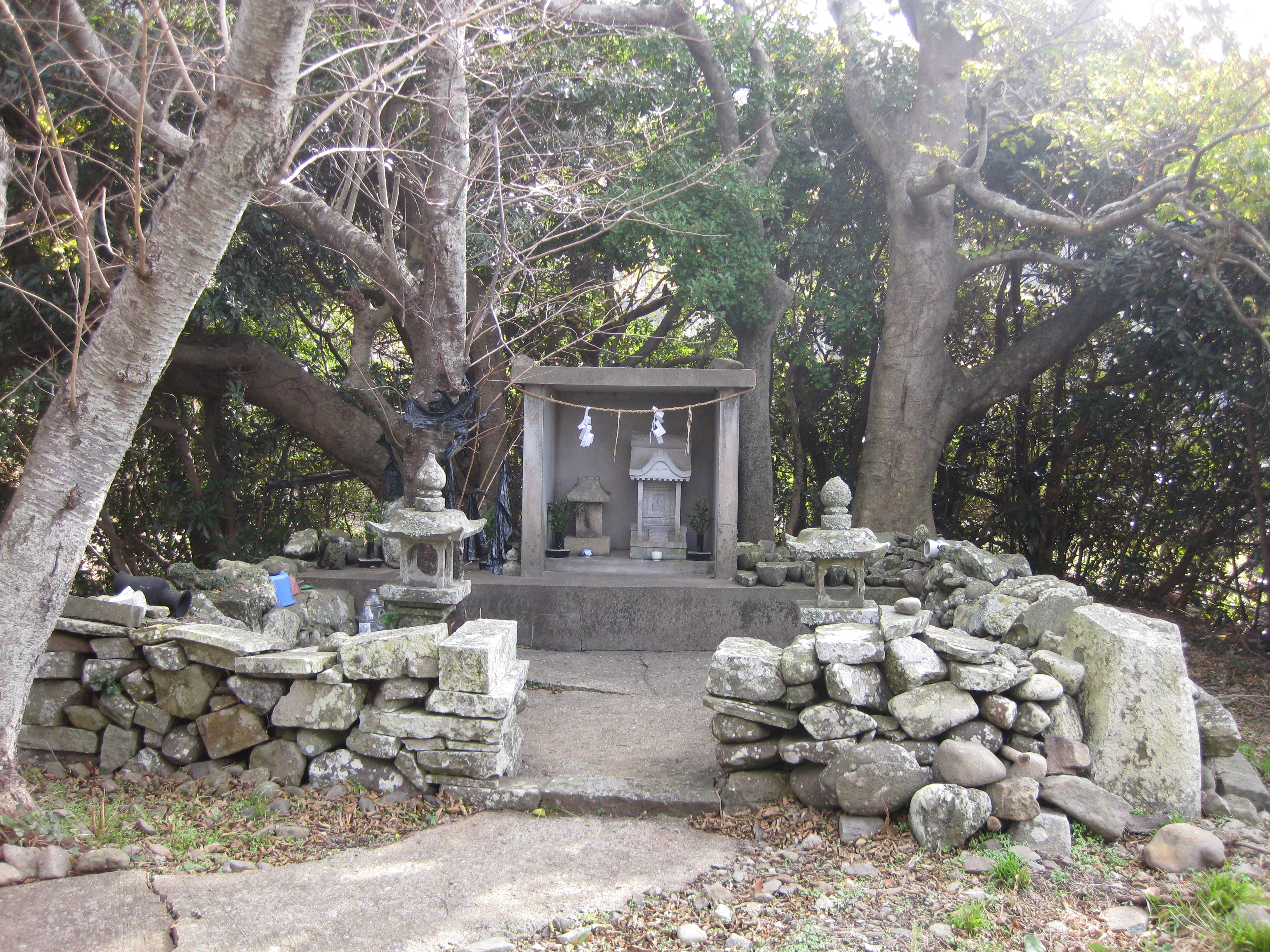
志直神社

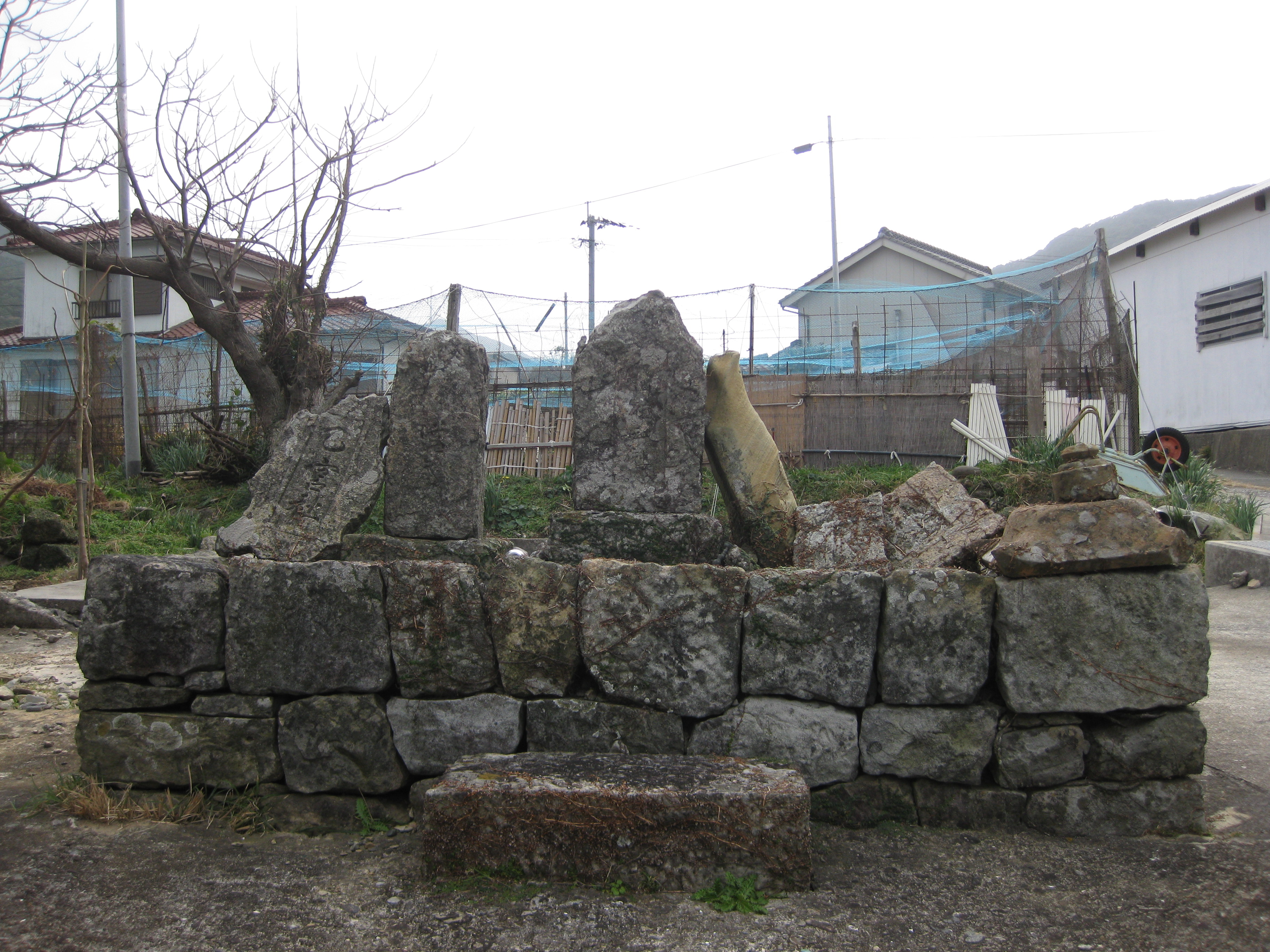
境内社・山神社

- 山神社

## その他の神社
その他の小河原郷の神社に金比羅神社がある。
また、隣接する有川郷に有川神社が、赤尾郷に孕神社がある。

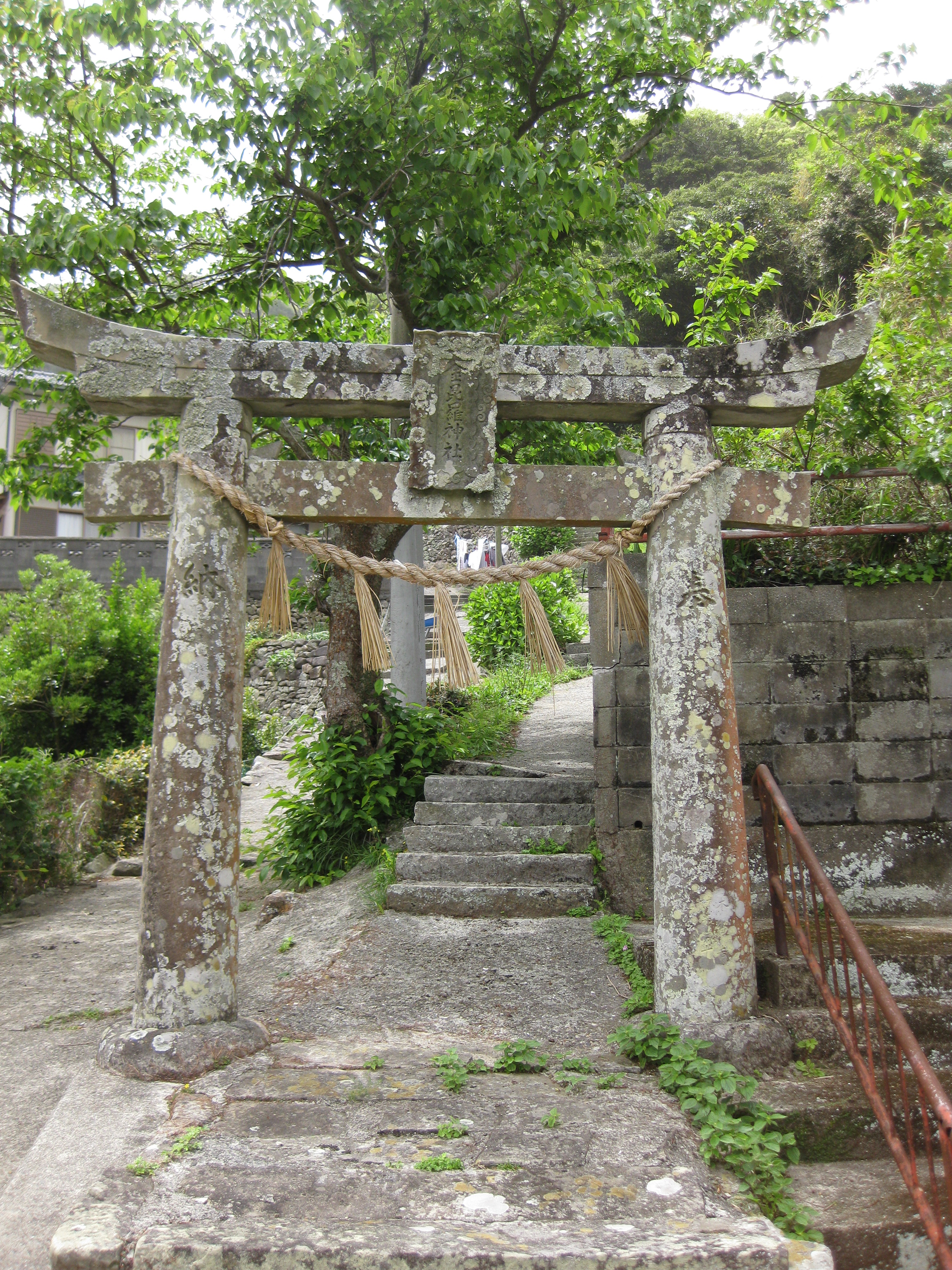
金比羅神社
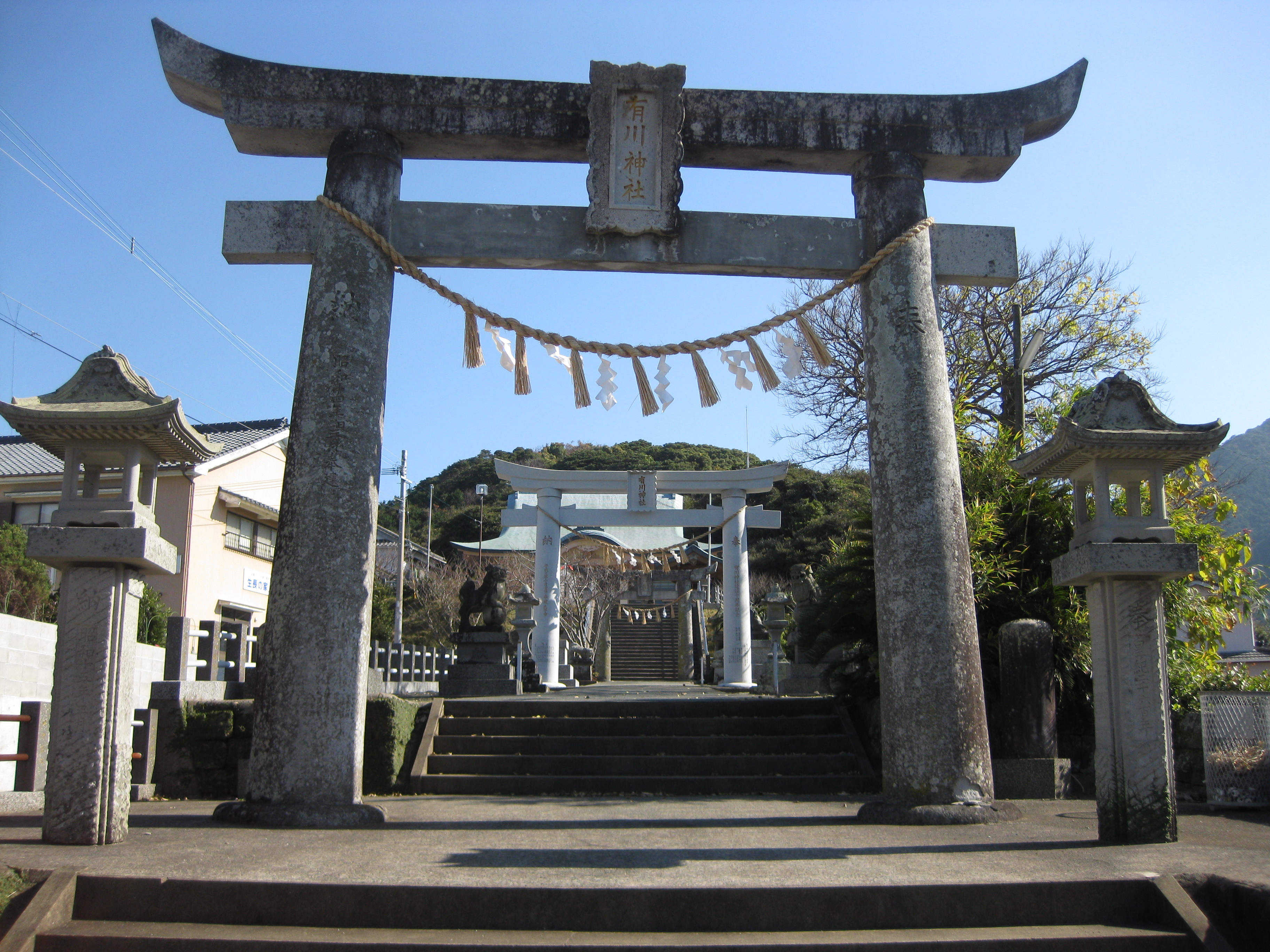
有川神社（有川郷）
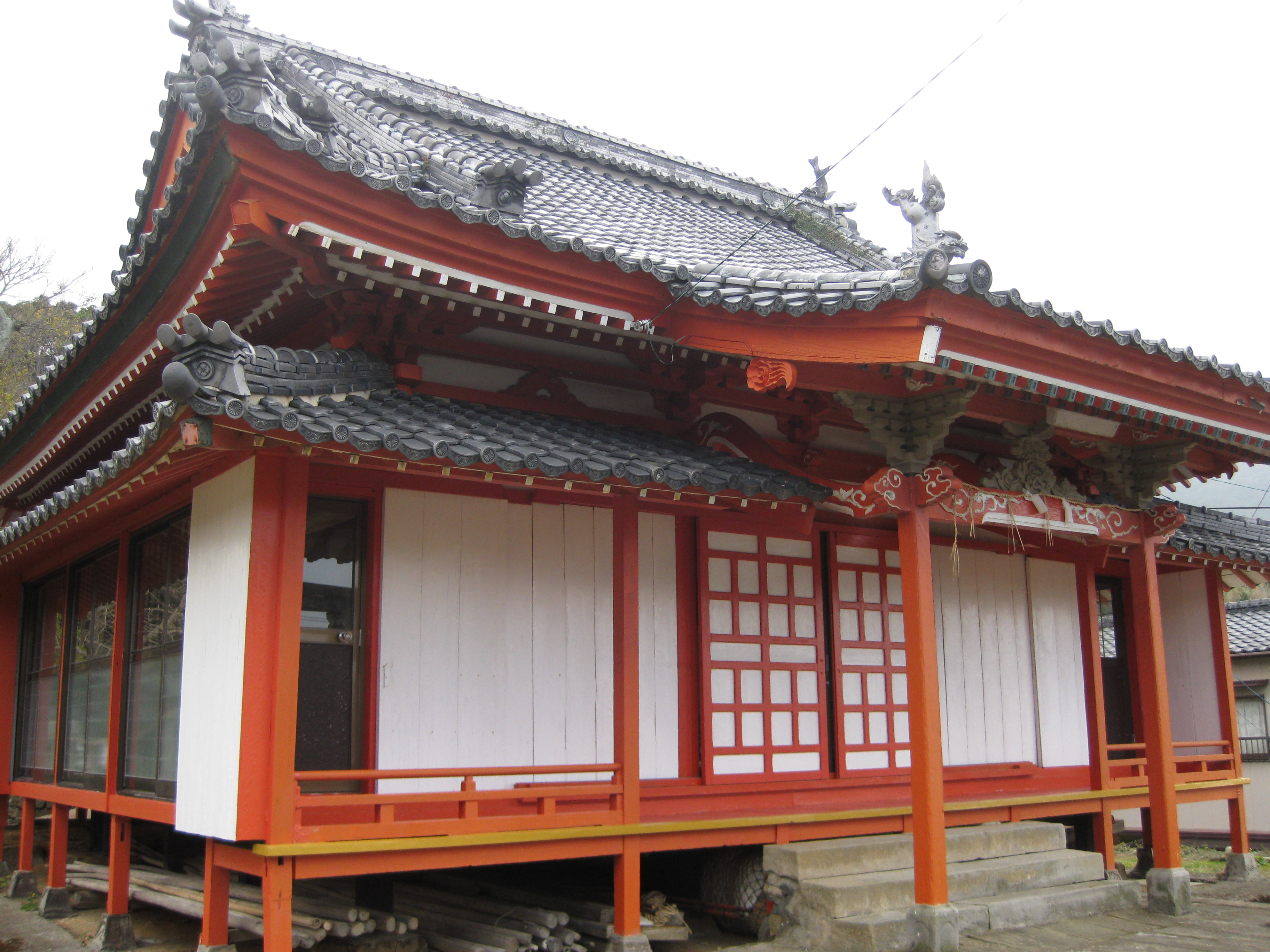
孕神社（赤尾郷）